# Кип Торн
Кип Стивън Торн (на английски: Kip Stephen Thorne) е американски физик, известен с приносите си към гравитационната физика и астрофизиката. Дългогодишен приятел и колега на Стивън Хокинг и Карл Сейгън, той е Файнманов професор по теоретична физика в Калифорнийския технологичен институт до пенсионирането си през 2009 г. и един от водешите световни експерти по астрофизическите аспекти на общата теория на относителността на Айнщайн. След 2009 г. продължава да се занимава с научни изследвания и научно консултиране, включително за научнофантастичния филм „Интерстелар“ на режисьора Кристофър Нолан.
Работи по проекта за Лазерна интерферометрична обсерватория за гравитационни вълни (Laser Interferometer Gravitational-Wave Observatory, LIGO) в Ханфорд Сайт, щата Вашингтон.
През 2017 г. Торн е отличен заедно с Райнър Уайс и Бари Бариш с Нобелова награда за физика за „определящите им приноси към ЛИГО детектора и наблюдението на гравитационните вълни“. Половината от наградата е за Уайс, а Торн и Бариш си разделят по четвъртинка.